# آنا کلامسکی
آنا کلامسکی (انگلیسی: Anna Chlumsky؛ زادهٔ ۳ دسامبر ۱۹۸۰) یک هنرپیشه اهل ایالات متحده آمریکا است. وی از سال ۱۹۸۹ میلادی تاکنون مشغول فعالیت بوده‌است.

## گزیدهٔ آثار

### تلویزیون
- هانیبال (۲۰۱۴–۲۰۱۳)
- قانون و نظم: واحد قربانیان ویژه (۲۰۱۲)
- قانون و نظم (۲۰۱۰–۲۰۰۷)

### سینما
- پایان تور
- جویندگان طلا
- آن‌ها/آن‌ها